# 澤屋敷純一
澤屋敷 純一（さわやしき じゅんいち、1984年9月13日 - ）は、日本の元男性キックボクサー。秋田県（東京都）出身。血液型O型。チームドラゴン所属。東京都立忠生高等学校卒業。

## 来歴
高校3年の終わりにピーター・アーツに憧れ、前田憲作主宰のチームドラゴンに入門してキックボクシングを始める。
2004年2月11日、R.I.S.E.でプロデビュー。岡本レイと対戦し、右ローキックでKO勝ち。
2005年5月3日、第16回全日本新空手道選手権大会、K-2グランプリ重量級に出場。決勝で新村優貴（現、悠羽輝）に敗れ、準優勝。
2006年5月17日、J-NETWORK「GO! GO! J-NET '06 〜Invading the DRAGON〜」で王者馬場伸孝とJ-NETWORKヘビー級タイトルマッチで対戦。3Rに額のカットによるドクターストップでTKO勝ち。J-NETWORKヘビー級王者となった。試合後、リング上で「いい所で負けてばっかりだったですけど、チャンピオンになれて良かったです。これから物凄い頑張るんで、応援をお願いします」とコメントした。
2006年7月30日、R.I.S.E. XXVIIIで百瀬竜徳と対戦。2Rに右アッパーでダウンを奪うと百瀬のセコンドからタオルが投入され、TKO勝ちとなった。
2006年12月2日、K-1初参戦となるK-1 WORLD GP 2006 in TOKYO 決勝戦のオープニングファイトで野田貢と対戦、判定勝ち。
2007年3月4日、K-1 WORLD GP 2007 IN YOKOHAMAで大抜擢されジェロム・レ・バンナと対戦。終始、足を使って距離をとって戦った澤屋敷がバンナのパンチが当たらない、何故かキックで攻めてこない展開だったが、接近戦になった時に狙ったカウンターパンチで1Rと最終Rバンナから2度のダウンを奪い大差の判定勝ちを収めた。K-1ルールでバンナに勝利した日本人選手は澤屋敷が初めてであった。試合後、「嬉しいです。作戦通りです。2、3Rにバンナ選手が焦れてくるのはわかっていました。勝ったけど、ぬか喜びせず練習して、K-1の選手と肩を並べたいです」と話した。また、谷川貞治イベントプロデューサーは「勝負度胸、テクニックはもちろん、強運も感じる。チャンスを与え、大切に育てたい」と話した。
2007年4月28日、K-1 WORLD GP 2007 in HAWAIIでは、ランディ・キムと対戦。2Rスタンディング・ダウンを奪い、そのままKO勝利。
2007年6月3日、J-NETWORK「TEAM DRAGON QUEST 1」で尾崎圭司とエキシビションマッチを行った。アフロのカツラ、ワイシャツ、ネクタイ、サスペンダーというコミカルな姿でのエキシビションマッチとなった。6月18日にK-1参戦に集中するためJ-NETWORKヘビー級王座を返上した。
2007年6月23日、K-1 WORLD GP 2007 IN AMSTERDAMでは、ニコラ・ヴェルモンと対戦。2R左フックでKO勝利。
右手首の負傷によりASIA GP、世界最終予選への出場は見送られたため、WORLD GP 2007への道は閉ざされたに見えたが、武蔵を抑え、主催者推薦枠での参戦が決定した。
2007年9月29日、K-1 WORLD GP 2007 IN SEOUL FINAL16のGP1回戦で藤本祐介と対戦。1Rに藤本の左フックにより鼻からの出血が止まらなくなるが、2Rに膝蹴りと左フックでダウンを奪うと、3Rにはスタミナの切れた藤本から3ダウンを奪いKO勝利。
2007年12月8日、K-1 WORLD GP 2007 FINALの準々決勝でピーター・アーツと対戦。1Rに右ハイキック、右ストレートで2度のダウンを喫し、KO負け。
2008年4月13日、K-1 WORLD GP 2008 IN YOKOHAMAで武蔵と対戦。世代交代マッチと謳われた一戦だったが、2Rに3度のダウンを喫し、KO負け。
2008年7月13日、K-1 WORLD GP 2008 IN TAIPEIのスーパーファイトでカタリン・モロサヌと対戦し、1RKO負け。
2008年9月27日、K-1 WORLD GP 2008 IN SEOUL FINAL16でジェロム・レ・バンナと対戦。2Rにダウンを奪われ判定負け。
2009年3月28日、K-1 WORLD GP 2009 IN YOKOHAMAにてグラウベ・フェイトーザと対戦。計3度のダウンを奪われ最後はタオル投入によるTKO負けとなった。ちなみにこの試合前に、1年以上前から腰痛に悩まされ一時はトレーニングもままならない状態であったことが明らかにされたこともあり、試合後には現役引退も示唆した。
2009年6月公開の役所広司初監督映画『ガマの油』で俳優デビュー、格闘技を引退した。その後はパーソナルトレーナーとしても働く。

## 人物
非常に強気な発言が多いことで知られる。「オレ強いよ」「日本代表とかそんなの興味ない」「オレに勝てるの？」などの発言もしている。

## 戦績
| キックボクシング 戦績 | キックボクシング 戦績 | キックボクシング 戦績 | キックボクシング 戦績 | キックボクシング 戦績 | キックボクシング 戦績 | キックボクシング 戦績 |
| --------------------- | --------------------- | --------------------- | --------------------- | --------------------- | --------------------- | --------------------- |
| 23 試合               | (T)KO                 | 判定                  | その他                | 引き分け              | 無効試合              |                       |
| 15 勝                 | 10                    | 5                     | 0                     | 0                     | 0                     |                       |
| 8 敗                  | 5                     | 3                     | 0                     | 0                     | 0                     |                       |

| 勝敗 | 対戦相手               | 試合結果                                    | 大会名                                                                                     | 開催年月日     |
| ×    | グラウベ・フェイトーザ | 2R 0:48 TKO（タオル投入）                   | K-1 WORLD GP 2009 IN YOKOHAMA 【スーパーファイト】                                         | 2009年3月28日  |
| ×    | ジェロム・レ・バンナ   | 3R終了 判定0-3                              | K-1 WORLD GP 2008 IN SEOUL FINAL16 【1回戦】                                               | 2008年9月27日  |
| ×    | カタリン・モロサヌ     | 1R 2:04 KO（3ノックダウン：左フック）       | K-1 WORLD GP 2008 IN TAIPEI 【スーパーファイト】                                           | 2008年7月13日  |
| ×    | 武蔵                   | 2R 2:16 KO（3ノックダウン：左ストレート）   | K-1 WORLD GP 2008 IN YOKOHAMA                                                              | 2008年4月13日  |
| ×    | ピーター・アーツ       | 1R 1:29 KO（2ノックダウン：右ストレート）   | K-1 WORLD GP 2007 FINAL 【準々決勝】                                                       | 2007年12月8日  |
| ○    | 藤本祐介               | 3R 1:34 KO（3ノックダウン：戦意喪失）       | K-1 WORLD GP 2007 IN SEOUL FINAL16 【1回戦】                                               | 2007年9月29日  |
| ○    | ニコラ・ヴェルモン     | 2R 1:53 KO（左フック）                      | K-1 WORLD GP 2007 IN AMSTERDAM                                                             | 2007年6月23日  |
| ○    | ランディ・キム         | 2R 2:52 KO（左フック）                      | K-1 WORLD GP 2007 in HAWAII                                                                | 2007年4月28日  |
| ○    | ジェロム・レ・バンナ   | 3R終了 判定3-0                              | K-1 WORLD GP 2007 IN YOKOHAMA                                                              | 2007年3月4日   |
| ○    | 野田貢                 | 3R終了 判定2-1                              | K-1 WORLD GP 2006 in TOKYO 決勝戦 【オープニングファイト】                                 | 2006年12月2日  |
| ○    | 百瀬竜徳               | 2R 2:46 KO（右アッパー）                    | R.I.S.E. XXVIII                                                                            | 2006年7月30日  |
| ○    | 馬場伸孝               | 3R 0:31 TKO（ドクターストップ：額のカット） | J-NETWORK「GO! GO! J-NET '06 〜Invading the DRAGON〜」 【J-NETWORKヘビー級タイトルマッチ】 | 2006年5月17日  |
| ×    | 悠羽輝                 | 1R 1:21 KO（2ノックダウン：右フック）       | R.I.S.E. G-BAZOOKA TOURNAMENT '06 【1回戦】                                                | 2006年3月26日  |
| ○    | 伊賀弘治               | 3R終了 判定3-0                              | R.I.S.E. XXII                                                                              | 2006年1月29日  |
| ○    | 長谷川康也             | 2R 1:26 KO（右フック）                      | R.I.S.E. XX                                                                                | 2005年11月27日 |
| ○    | 池田強宏               | 1R 1:42 KO（3ノックダウン：右フック）       | J-NETWORK「GO! GO! J-NET '05 〜SKY HIGH〜」                                                | 2005年9月21日  |
| ○    | 佐藤淳                 | 1R 2:27 TKO（タオル投入）                   | R.I.S.E. XVIII                                                                             | 2005年8月28日  |
| ×    | FABIANO                | 3R+延長R終了 判定0-3                        | R.I.S.E. G-BAZOOKA TOURNAMENT '05 【1回戦】                                                | 2005年6月19日  |
| ○    | 山中政信               | 3R 1:56 KO（3ノックダウン：膝蹴り）         | R.I.S.E. XII                                                                               | 2005年1月30日  |
| ×    | ウィル・リーバ         | 3R終了 判定0-3                              | R.I.S.E. X                                                                                 | 2004年10月31日 |
| ○    | 池田亮                 | 2R終了 判定3-0                              | R.I.S.E. The Law of The Ring 〜日本 vs 世界〜 【フレッシュファイト】                       | 2004年7月4日   |
| ○    | 谷村光教               | 3R終了 判定2-0                              | R.I.S.E. VII                                                                               | 2004年4月29日  |
| ○    | 岡本レイ               | 3R 1:08 KO（3ノックダウン：右ローキック）   | R.I.S.E. VI                                                                                | 2004年2月11日  |

## 主な獲得タイトル
- J-NETWORKヘビー級王座

## 出演作品

### 映画
- ガマの油（2009年6月公開）